# Conseil régional d'Alsace
Pour les articles homonymes, voir Alsace (homonymie).
Ne doit pas être confondu avec Conseil départemental d'Alsace.
Conseil régional du Grand Est
Maison de la Région
Le conseil régional d'Alsace était l'assemblée délibérante de la région française d'Alsace depuis 1973 jusqu'au 31 décembre 2015, date à laquelle la région a fusionné avec les deux anciennes régions administratives de Champagne-Ardenne et de Lorraine pour former la nouvelle région Grand Est. 
Le conseil régional comprenait 47 membres (29 pour le Bas-Rhin et 18 pour le Haut-Rhin). Son siège était depuis 2005 à la Maison de la Région située dans le nord de Strasbourg, sur la place du Wacken, devenue place Adrien-Zeller en septembre 2010 en hommage à l'ancien président du conseil régional.
Son dernier président était Philippe Richert (UMP puis LR), élu le 26 mars 2010.

## Résultats des élections

### Premier tour
Onze listes ont été déposées pour les élections 2010 :
- Le Centre-droit, la vraie alternative : Patrick Striby (1,60 %)
- FN : Patrick Binder (13,49 %)
- Majorité Alsacienne (UMP et UDI) : Philippe Richert (34,94 %)
- Écologie sociale, solidaire, décroissante : Manuel Santiago (1,61 %)
- MoDem : Yann Wehrling (4,44 %)
- Alsace d'abord : Jacques Cordonnier (4,98 %)
- Europe Écologie : Jacques Fernique (15,60 %)
- PS : Jacques Bigot (18,97 %)
- NPA: Yvan Zimmermann (1,64 %)
- LO :  Julien Wostyn (0,86 %)
- Front de gauche :  Jean-Yves Causer (1,87 %)

### Second tour
- FN : Patrick Binder (14,57 %, 5 sièges)
- Majorité Alsacienne (UMP et UDI) : Philippe Richert (46,16 %, 28 sièges)
- Europe Écologie - PS : Jacques Bigot (39,27 %, 14 sièges)

### Élection du président
|          | Philippe Richert | UMP      | 27 |  |  |  |  |  |
|          |                  |          |    |  |  |  |  |  |
| Inscrits | Inscrits         | Inscrits | 47 |  |  |  |  |  |
| Blancs   | Blancs           | Blancs   | 20 |  |  |  |  |  |
| Source   |                  |          |    |  |  |  |  |  |

### Exécutif
L'exécutif est composé de :
- Philippe Richert : président de la commission permanente, membre de droit aux autres commissions
- André Reichardt : 1er vice-président
- Arlette Grosskost : 2e vice-présidente
- René Danesi : 3e vice-président
- Sophie Rohfritsch : 4e vice-présidente
- Justin Vogel : 5e vice-président
- Chrysanthe Camilo : 6e vice-présidente
- François Loos : 7e vice-président
- Martine Calderoli-Lotz : 8e vice-présidente
- Jean-Paul Omeyer : 9e vice-président
- Monique Jung : 10e vice-présidente
- Gilbert Scholly : 11e vice-président
- Marie-Reine Fischer : 12e vice-présidente
- Antoine Herth : 13e vice-président
- Pascale Schmidiger : 14e vice-présidente

### Composition détaillée

#### Élus en 2010 par département
| Département | Liste                   | N° | Nom                     |  | Parti |
| ----------- | ----------------------- | -- | ----------------------- |  | ----- |
| Bas-Rhin    | Majorité présidentielle | 01 | Philippe Richert        |  | UMP   |
| Bas-Rhin    | Majorité présidentielle | 02 | Sophie Rohfritsch       |  | UMP   |
| Bas-Rhin    | Majorité présidentielle | 03 | André Reichardt         |  | UMP   |
| Bas-Rhin    | Majorité présidentielle | 04 | Nathalie Roos           |  | DVD   |
| Bas-Rhin    | Majorité présidentielle | 05 | François Loos           |  | UMP   |
| Bas-Rhin    | Majorité présidentielle | 06 | Huguette Zeller         |  | DVD   |
| Bas-Rhin    | Majorité présidentielle | 07 | Justin Vogel            |  | UMP   |
| Bas-Rhin    | Majorité présidentielle | 08 | Marie-Reine Fischer     |  | UMP   |
| Bas-Rhin    | Majorité présidentielle | 09 | Antoine Herth           |  | UMP   |
| Bas-Rhin    | Majorité présidentielle | 10 | Monique Jung            |  | UMP   |
| Bas-Rhin    | Majorité présidentielle | 11 | Claude Sturni           |  | DVD   |
| Bas-Rhin    | Majorité présidentielle | 12 | Martine Calderoli-Lotz  |  | UMP   |
| Bas-Rhin    | Majorité présidentielle | 13 | Gilbert Scholly         |  | UMP   |
| Bas-Rhin    | Majorité présidentielle | 14 | Lilla Merabet           |  | UMP   |
| Bas-Rhin    | Majorité présidentielle | 15 | Pascal Mangin           |  | UMP   |
| Bas-Rhin    | Majorité présidentielle | 16 | Catherine Zuber         |  | UMP   |
| Bas-Rhin    | Majorité présidentielle | 17 | Nicole Thomas           |  | DVD   |
| Bas-Rhin    | Majorité présidentielle | 18 | Laurent Burckel         |  | UMP   |
| Bas-Rhin    | Union de la gauche      | 01 | Jacques Bigot           |  | PS    |
| Bas-Rhin    | Union de la gauche      | 02 | Andrée Buchmann         |  | Verts |
| Bas-Rhin    | Union de la gauche      | 03 | Jacques Fernique        |  | Verts |
| Bas-Rhin    | Union de la gauche      | 04 | Dominique Hoeffel       |  | DVG   |
| Bas-Rhin    | Union de la gauche      | 05 | Alain Fontanel          |  | PS    |
| Bas-Rhin    | Union de la gauche      | 06 | Anne-Pernelle Richardot |  | PS    |
| Bas-Rhin    | Union de la gauche      | 07 | Jean-Marc Riebel        |  | Verts |
| Bas-Rhin    | Union de la gauche      | 08 | Sylvie Grucker          |  | Verts |
| Bas-Rhin    | Front National          | 01 | Christian Cotelle       |  | FN    |
| Bas-Rhin    | Front National          | 02 | Huguette Fatna          |  | FN    |
| Bas-Rhin    | Front National          | 03 | Jean-Claude Altherr     |  | FN    |
| Haut-Rhin   | Majorité présidentielle | 01 | Arlette Grosskost       |  | UMP   |
| Haut-Rhin   | Majorité présidentielle | 02 | Jean-Paul Omeyer        |  | UMP   |
| Haut-Rhin   | Majorité présidentielle | 03 | Chantal Risser          |  | UMP   |
| Haut-Rhin   | Majorité présidentielle | 04 | Jacques Cattin          |  | UMP   |
| Haut-Rhin   | Majorité présidentielle | 05 | Chrysanthe Camilo       |  | UMP   |
| Haut-Rhin   | Majorité présidentielle | 06 | Yves Hemedinger         |  | UMP   |
| Haut-Rhin   | Majorité présidentielle | 07 | Pascale Schmidiger      |  | UMP   |
| Haut-Rhin   | Majorité présidentielle | 08 | René Danesi             |  | UMP   |
| Haut-Rhin   | Majorité présidentielle | 09 | Nejla Yazmis-Brandalise |  | UMP   |
| Haut-Rhin   | Majorité présidentielle | 10 | Jean-Marie Belliard     |  | UMP   |
| Haut-Rhin   | Union de la gauche      | 01 | Antoine Homé            |  | PS    |
| Haut-Rhin   | Union de la gauche      | 02 | Djamila Sonzogni        |  | Verts |
| Haut-Rhin   | Union de la gauche      | 03 | Antoine Waechter        |  | MEI   |
| Haut-Rhin   | Union de la gauche      | 04 | Pascale Cléo-Schweitzer |  | PS    |
| Haut-Rhin   | Union de la gauche      | 05 | Michel Chéray           |  | PS    |
| Haut-Rhin   | Union de la gauche      | 06 | Victoriana Valentin     |  | PS    |
| Haut-Rhin   | Front National          | 01 | Patrick Binder          |  | FN    |
| Haut-Rhin   | Front National          | 02 | Martine Metzger-Binder  |  | FN    |

## Historique

### 2004-2010
Présidence d'Adrien Zeller puis d'André Reichardt.
|          | Adrien Zeller  | UMP      | 29 |  |  |  |  |  |
|          | Patrick Binder | FN       | 8  |  |  |  |  |  |
|          |                |          |    |  |  |  |  |  |
| Inscrits | Inscrits       | Inscrits | 47 |  |  |  |  |  |
| Blancs   | Blancs         | Blancs   | 10 |  |  |  |  |  |
| Source   |                |          |    |  |  |  |  |  |

|          | André Reichardt  | UMP      | 26 |  |  |  |  |  |
|          | Jacques Bigot    | PS       | 12 |  |  |  |  |  |
|          | Patrick Binder   | FN       | 5  |  |  |  |  |  |
|          | Bernard Stoessel | AC       | 4  |  |  |  |  |  |
|          |                  |          |    |  |  |  |  |  |
| Inscrits | Inscrits         | Inscrits | 47 |  |  |  |  |  |
| Blancs   | Blancs           | Blancs   | 0  |  |  |  |  |  |
| Source   |                  |          |    |  |  |  |  |  |

Répartition des sièges à la fin du mandat :
- PS-Verts : 12 sièges
- MoDem :  2 sièges
- UMP-Nouveau Centre : 25 sièges
- Front national : 6 sièges
- Non inscrits : 2 sièges

Le 1er tour du scrutin le 21 mars 2004 accordait aux listes en présence (en pourcentage des suffrages exprimés) :	
- LO - LCR : Françoise Ruch (3,03 %)
- PCF - PRG - MRC : Alfred Wahl (3,74 %)
- PS - Les Verts : Jacques Bigot (20,12 %)
- MEI : Antoine Waechter (7,40 %)
- PF : Pascale Grauss (0,09 %)
- UDF - UMP : Adrien Zeller (34,06 %)
- Alsace d'abord : Robert Spieler (9,42 %)
- FN : Patrick Binder (18,58 %)
- Indépendants : « La France d'en-bas » (3,56 %)

Le 2d tour du scrutin le 28 mars 2004 accordait aux listes en présence (en pourcentage des suffrages exprimés) :

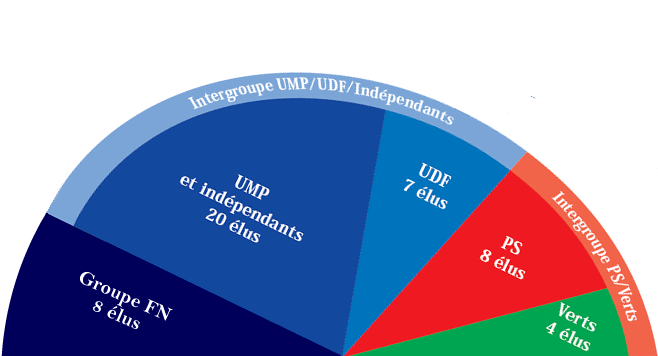
Composition du conseil régional à la suite des élections de 2004.

- Les Verts - PS : Jacques Bigot (34,57 %, 12 sièges)
- UDF - UMP : Adrien Zeller (43,48 %, 27 sièges)
- FN : Patrick Binder (21,95 %, 8 sièges)

L'exécutif est composé de :
- Adrien Zeller : président de la commission permanente, membre de droit aux autres commissions
- Bernard Stoessel : 1er vice-président (formation initiale, éducation et enseignement de la langue régionale)
- Mariette Sieffert : 2e vice-présidente (équilibre et développement des territoires, tourisme, habitat)
- Hubert Haenel : 3e vice-président (transports, grands équipements et prospective territoriale)
- Arlette Grosskost : 4e vice-présidente (politiques urbaines et politique des jeunes)
- André Reichardt : 5e vice-président (développement économique et emploi)
- Martine Calderoli-Lotz : 6e vice-présidente (formation professionnelle continue)
- Jean-Paul Heider : 7e vice-président (affaires européennes et internationales)
- René Danesi : 8e vice-président (aides aux entreprises)
- Sophie Rohfritsch : 9e vice-présidente (recherche, transfert de technologie, enseignement supérieur)
- Gérard Traband : 10e vice-président (développement culturel, sport, identité régionale)
- Jacques Dreyfuss : 11e vice-président (tourisme)
- Gilbert Scholly : 12e vice-président (agriculture, forêt, environnement)
- Odile Ulrich-Mallet : 13e vice-présidente (vice-présidente de Bernard Stoessel)
- Justin Vogel : 14e vice-président (finances et affaires générales)

À la suite du décès d'Adrien Zeller et en vue des élections régionales de 2010, plusieurs modifications ont lieu en septembre 2009 :
- L'UMP André Reichardt est élu président ;
- Le centriste René Danesi est élu premier vice-président ;
- Le groupe centriste se scinde entre ceux qui choisissent de rester dans le même intergroupe que les élus UMP (René Danesi, Jean-Jacques Fritz, Monique Jung, Bernard Stoessel et Danielle Traber) et ceux qui forment un nouveau groupe MoDem (Danièle Meyer et Odile Uhlrich-Mallet).

### 1998-2004
Présidence d'Adrien Zeller.
|          | Adrien Zeller  | UDF      |    |    | 21 |  |  |  |
|          | Yvan Blot      | FN       |    |    | 13 |  |  |  |
|          | Robert Spieler | ADA      |    |    |    |  |  |  |
|          | Hugues Geiger  | MEI      |    |    |    |  |  |  |
|          |                |          |    |    |    |  |  |  |
| Inscrits | Inscrits       | Inscrits | 47 | 47 | 47 |  |  |  |
| Blancs   | Blancs         | Blancs   |    |    | 13 |  |  |  |
| Source   |                |          |    |    |    |  |  |  |

Répartition des sièges à la fin du mandat :
- PS-Verts : 9 sièges
- MEI : 1 siège
- UDF-RPR puis UMP-UDF : 19 sièges
- Alsace d'abord : 9 sièges
- Front national : 2 sièges
- Divers : 4 sièges
- Non inscrits : 3 sièges

Le scrutin du 15 mars 1998 accordait aux listes en présence (en pourcentage des suffrages exprimés) :
- Extrême gauche : 31 798 voix - 5,50 %
- Parti socialiste : 95 407 voix - 16,49 %
- Écologistes : 35 895 voix - 6,21 %
- Divers : 80 158 voix - 13,86 %
- RPR : 37 672 voix - 6,52 %
- UDF : 155 265 voix - 26,84 %
- Divers droite : 23 386 voix - 4,05 %
- Front national : 119 070 voix - 20,58 %

### 1992-1998
Présidence de Marcel Rudloff puis d'Adrien Zeller.
|          | Adrien Zeller        | UDF      |    |  |  |  |  |  |
|          | Yvan Blot            | FN       |    |  |  |  |  |  |
|          | Hubert Haenel        | RPR      |    |  |  |  |  |  |
|          | Jean-Pierre Baeumler | PS       |    |  |  |  |  |  |
|          | Jean-Pierre Frick    | Verts    |    |  |  |  |  |  |
|          |                      |          |    |  |  |  |  |  |
| Inscrits | Inscrits             | Inscrits | 47 |  |  |  |  |  |
| Blancs   |                      |          |    |  |  |  |  |  |
| Source   |                      |          |    |  |  |  |  |  |

- PS-PCF : 6 sièges
- Verts : 6 sièges
- Génération Écologie : 3 sièges
- Divers : 1 siège
- UDF-RPR : 20 sièges
- Front national : 9 sièges
- Alsace d'Abord : 2 sièges

### 1986-1992
Présidence de Marcel Rudloff.
- PS-PCF : 11 sièges
- Verts : 2 sièges
- UDF-RPR : 27 sièges
- Front national : 7 sièges

### Composition détaillée
- Liste des conseillers régionaux du Bas-Rhin
- Liste des conseillers régionaux du Haut-Rhin

## Liste des présidents
| Président | Président        | Parti            | Élection | Période   |
| --------- | ---------------- | ---------------- | -------- | --------- |
| 1         | André Bord       | UDR, RPR         | –        | 1973-1977 |
| 2         | Pierre Schielé   | UDF-CDS          | –        | 1977-1980 |
| 3         | Marcel Rudloff   | UDF-CDS, UDF-FD  | –        | 1980-1986 |
| 3         | Marcel Rudloff   | UDF-CDS, UDF-FD  | 1986     | 1986-1992 |
| 3         | Marcel Rudloff   | UDF-CDS, UDF-FD  | 1992     | 1992-1996 |
| 4         | Adrien Zeller    | UDF-FD, UDF, UMP | 1992     | 1996-1998 |
| 4         | Adrien Zeller    | UDF-FD, UDF, UMP | 1998     | 1998-2004 |
| 4         | Adrien Zeller    | UDF-FD, UDF, UMP | 2004     | 2004-2009 |
| 5         | André Reichardt  | UMP              | 2004     | 2009-2010 |
| 6         | Philippe Richert | UMP, LR          | 2010     | 2010-2015 |

## Identité visuelle

Premier logo de la région.
Dernier logo de la région.